# Karel Husa
Karel Husa (* 7. August 1921 in Prag; † 14. Dezember 2016 in Apex, North Carolina) war ein US-amerikanischer Komponist tschechischer Herkunft.

## Leben
Er studierte ab 1939 am Prager Konservatorium bei Jaroslav Řídký sowie Dirigieren bei Metod Doležil und Pavel Dědeček und an der Prager Musik-Akademie und graduierte 1947. 1947 komplettierte er seine Studien in Paris am Conservatoire de Paris und an der Ecole normale de musique. Zu seinen Lehrern zählten Arthur Honegger sowie Nadia Boulanger für Komposition, André Cluytens, Eugène Bigot und Jean Fournet für Dirigieren.
1954 wurde er Professor für Komposition und Musiktheorie an der Cornell University in Ithaca, Bundesstaat New York und blieb dort bis 1992. Ferner dozierte er am Ithaca College Komposition. 1974 wurde er gewähltes Mitglied der Königlich Belgischen Akademie der Schönen Künste und Wissenschaften. Ferner erhielt er mehrmals die Ehrendoktorwürde, so unter anderem vom Coe College, dem Cleveland Institute of Music, dem Ithaca College und dem Baldwin Wallace College.
1959 wurde er US-amerikanischer Staatsbürger.
Sowohl er persönlich als auch seine Werke erhielten zahlreiche Preise und Auszeichnungen. Mit seinem String Quartet No. 3 bekam er 1969 den bekannten Pulitzer-Preis und mit seinem Cello Concerto bekam er 1993 den Grawemeyer Award. 1994 wurde er in die American Academy of Arts and Letters gewählt.
Sein Music for Prague 1968 gehört heute mit über 7000 Aufführungen weltweit zum modernen Repertoire der guten Symphonischen Blasorchester. In Deutschland machte als erstes die Stadtkapelle Wangen die Musik von Karel Husa bekannt (und holte mit „Music for Prague 1968“ und „Al Fresco“ national sowie international mehrere Musikpreise). Von seiner „Music for Prague 1968“ fertigte Husa selbst eine Sinfonieorchesterversion an und erfüllte sich einen langersehnten Traum, als er diese Fassung am 13. Februar 1990 in Prag mit der Tschechischen Philharmonie aufführen konnte.
Er dirigierte nahezu alle bedeutenden Orchester in New York, Boston und Washington, D.C. sowie derjenigen in Paris, London, Prag, Zürich, Hongkong und Singapur. Jedes Jahr besuchte er rund 20 Universitäten für Gastdirigate und als Lektor für seine Musik.
Zu den bekannten Komponisten, die bei Husa studierten, zählt auch Henrique de Curitiba.
Die University of Florida verlieh ihm 2011 die Ehrendoktorwürde.

## Werke

### Werke für Orchester
- 1948 Divertimento for String Orchestra
  1. Ouverture
  2. Aria
  3. Finale
- 1949 Concertino pro klavír a orchestr opus 10
- 1953 First Symphony
- 1956–1957 Fantasies for Orchestra
  1. Aria
  2. Capriccio
  3. Nocturne
- 1961 Mosaïques for Orchestra
- 1963 Fresque
- 1971 Two Sonnets by Michelangelo
- 1978 An American Te Deum for Chorus and Orchestra
- 1979 Pastoral
- 1983 Reflections - Symphony No. 2
- 1984 Symphonic Suite
- 1986 Concerto for Orchestra
- 1987 Concerto for Organ and Orchestra
- 1987 Concerto for Trumpet and Orchestra
- 1988 Concerto for Violoncello and Orchestra
- 1993 Concerto for Violin and Orchestra
- 1996 Celebration Fanfare
- 1997 Celebración
- 1990 Overture "Youth"
- Concerto for Brass-Quintet and String Orchestra
- Evocations de Slovaquie
- Elegie et Rondeau for Alto Saxophon and Orchestra
- Overture for Large Orchestra opus 3
- Portrait for String Orchestra
- Serenade for Woodwind Quintet with String Orchestra, Xylophone and Harp

### Werke für Blasorchester
- 1955/1964 Festive Ode for chorus and wind band - Text: Eric Blackall
- 1958 Divertimento for Brass-Ensemble and Percussion
- 1967 Concerto for Alto Saxophone and Concert Band
- 1968 Music for Prague 1968 for Concert Band
  1. Introduction and Fanfare
  2. Aria
  3. Interlude
  4. Toccata and Chorale
- 1970 Apotheosis of this Earth
  1. Apotheosis
  2. Tragedy of Destruction
  3. Postscript
- 1970–1971 Concerto for Percussion and Wind Ensemble
- 1973 Concerto for Trumpet and Wind Orchestra
- 1973 Al Fresco for Concert Band
- 1974/1995 Divertimento for Symphonic Winds and Percussion
- 1976 An American Te Deum for Chorus and Band Text: Henry David Thoreau, Ole Rølvaag, Otokar Březina, folk, traditional, and liturgical sources
- 1980 Intradas and Interludes for 7 trumpets and percussion
- 1981 Fanfare for ensemble of brass and percussion
- 1982 Concerto for (Large) Wind Ensemble (1982)
- 1984 Concertino for Piano and Wind Ensemble
- 1984 Smetana Fanfare for Wind Ensemble
- 1996 Midwest Celebration (Fanfare) for Three Choirs of Brass and Percussion
- 1997 Les Couleurs Fauves

### Bühnenwerke
- 1974 The Steadfast Tin Soldier Ballet, from the Hans Christian Andersen fairy tale
- 1976 Monodrama Ballet
- 1980 The Trojan Women Ballet

### Andere Werke
- 1945 Suite opus 5, for viola and piano
- 1945 Sonatina opus 6, for violin and piano (also for flute and piano)
- 1956 Twelve Moravian Songs for voice and piano
- 1958 Divertimento for ensemble of brass and percussion
- 1960 Poem for Viola and Chamber Orchestra, Oboe, Horn and Piano
- 1968 String Quartet No. 3
- 1973 Sonata for violin and piano
- 1974 Divertimento for brass quintet, with optional percussion
- 1976 Drum Ceremony for 5 percussion
- 1977 Landscapes for brass quintet
- 1979 Three Dance Sketches for percussion
- 1981 Sonata à tre for clarinet, violin, and piano
- 1982 Recollections for wind quintet and piano
- 1983 Cantata for male chorus and brass quintet - Text: Edwin Arlington Robinson, Emily Dickinson, Walt Whitman
- 1990 String Quartet No. 4 ("Poems")
- 1992 Cayuga Lake (Memories)
- 1992 Tubafest Celebration Fanfare for tuba quartet
- 1994 Five Poems for wind quintet (flute, oboe, clarinet, basson, horn)
- 1997 Postcard from Home for alto saxophone and piano
- 2000 Song (Good Night) for a cappella SATB chorus
- Musique d'amateurs für Oboe, Trompete und Streicher

### Werke für Orgel
- 1987 Frammenti

### Werke für Klavier
- 1943 Sonatina opus 1
- 1975 Sonata No. 2
- 1984 Variations for piano quartet

### Chormusik
- 1976 There Are From Time To Time Mornings for baritone voice and mixed chorus a cappella
- 1981 Every Day for mixed chorus a cappella
- 1981 Three Moravian Songs for mixed chorus a cappella
- 2000 Song (Good Night) for a cappella SATB chorus